# Lista över kyrkliga kulturminnen i Uppsala län
Förteckning över kyrkliga kulturminnen i Uppsala län.

## Enköpings kommun
| Namn                                       | Ursprunglig funktion                   | Byggår           | Arkitekt | Plats | Läge               | Anläggnings-ID | Bild                                    |
| ------------------------------------------ | -------------------------------------- | ---------------- | -------- | ----- | ------------------ | -------------- | --------------------------------------- |
| Altuna kyrka (Altuna 5:1)                  | Kyrka med begravningsplats (1 byggnad) | 1850             |          |       | 59.81929, 16.93181 |                | Ladda upp en till bild av denna byggnad |
| Biskopskulla kyrka (Biskopskulla 13:1)     | Kyrka med begravningsplats (1 byggnad) | 1200-talet       |          |       | 59.73223, 17.19771 |                | Ladda upp en till bild av denna byggnad |
| Boglösa kyrka (Boglösa 17:1)               | Kyrka med begravningsplats (1 byggnad) | 1200-talet       |          |       | 59.59623, 17.17775 |                | Ladda upp en till bild av denna byggnad |
| Breds kyrka (Bred 3:1)                     | Kyrka med begravningsplats (1 byggnad) | 1200-talet       |          |       | 59.68230, 16.85070 |                | Ladda upp en till bild av denna byggnad |
| Enköpings-Näs kyrka (Enköpings-Näs 3:2)    | Kyrka                                  | 1200             |          |       | koordinater saknas |                | Ladda upp en till bild av denna byggnad |
| Fittja kyrka (Fittja 10:1)                 | Kyrka med begravningsplats (1 byggnad) | 1200-talet       |          |       | 59.72101, 17.42959 |                | Ladda upp en till bild av denna byggnad |
| Fröslunda kyrka (Fröslunda 4:1)            | Kyrka med begravningsplats (1 byggnad) | 1400-talet       |          |       | 59.72104, 17.26869 |                | Ladda upp en till bild av denna byggnad |
| Frösthults kyrka (Frösthult 1:7)           | Kyrka med begravningsplats (1 byggnad) | 1300             |          |       | 59.73885, 16.95187 |                | Ladda upp en till bild av denna byggnad |
| Giresta kyrka (Giresta 12:1)               | Kyrka med begravningsplats (1 byggnad) | 1785             |          |       | 59.72375, 17.34597 |                | Ladda upp en till bild av denna byggnad |
| Gryta kyrka (Gryta 3:1)                    | Kyrka med begravningsplats (1 byggnad) | 1200-talet       |          |       | 59.74096, 17.34796 |                | Ladda upp en till bild av denna byggnad |
| Hacksta kyrka (Hacksta 7:1)                | Kyrka med begravningsplats (1 byggnad) | 1200-talet       |          |       | 59.54770, 17.37612 |                | Ladda upp en till bild av denna byggnad |
| Hjälsta kyrka (Hjälsta 10:1)               | Kyrka med begravningsplats (1 byggnad) | 1400-talet       |          |       | 59.68875, 17.38510 |                | Ladda upp en till bild av denna byggnad |
| Holms kyrka (Holm 1:1)                     | Kyrka med begravningsplats (1 byggnad) | 1678             |          |       | 59.71038, 17.48782 |                | Ladda upp en till bild av denna byggnad |
| Husby-Sjutolfts kyrka (Husby-Sjutolft 8:1) | Kyrka med begravningsplats (1 byggnad) | 1200-1300-talet  |          |       | 59.66535, 17.34422 |                | Ladda upp en till bild av denna byggnad |
| Härkeberga kyrka (Härkeberga 15:1)         | Kyrka med begravningsplats (1 byggnad) | 1300-talet       |          |       | 59.69301, 17.18774 |                | Ladda upp en till bild av denna byggnad |
| Härnevi kyrka (Härnevi 13:1)               | Kyrka med begravningsplats (1 byggnad) | 1400-talet       |          |       | 59.72700, 17.07537 |                | Ladda upp en till bild av denna byggnad |
| Kulla kyrka (Kulla 2:1)                    | Kyrka med begravningsplats (1 byggnad) | 1200-talet       |          |       | 59.69227, 17.46831 |                | Ladda upp en till bild av denna byggnad |
| Kungs-Husby kyrka (Kungshusby 12:1)        | Kyrka med begravningsplats (1 byggnad) | 1300-talet       |          |       | 59.52260, 17.27229 |                | Ladda upp en till bild av denna byggnad |
| Lillkyrka kyrka (Lillkyrka 3:1)            | Kyrka med begravningsplats (1 byggnad) | 1200-1300-talet  |          |       | 59.56120, 17.24907 |                | Ladda upp en till bild av denna byggnad |
| Litslena kyrka (Litslena 3:1)              | Kyrka med begravningsplats (1 byggnad) | 1100-talet       |          |       | 59.66342, 17.26743 |                | Ladda upp en till bild av denna byggnad |
| Långtora kyrka (Långtora 14:1)             | Kyrka med begravningsplats (1 byggnad) | 1300-talet       |          |       | 59.71708, 17.14306 |                | Ladda upp en till bild av denna byggnad |
| Löts kyrka (Löt 2:1)                       | Kyrka med begravningsplats (1 byggnad) | 1100-talet       |          |       | 59.56815, 17.32165 |                | Ladda upp en till bild av denna byggnad |
| Nysätra kyrka (Nysätra 12:1)               | Kyrka med begravningsplats (1 byggnad) | 1400-talet       |          |       | 59.75143, 17.17272 |                | Ladda upp en till bild av denna byggnad |
| Simtuna kyrka (Simtuna 4:1)                | Kyrka med begravningsplats (1 byggnad) | 1200-talet       |          |       | 59.77332, 16.90077 |                | Ladda upp en till bild av denna byggnad |
| Sparrsätra kyrka (Sparrsätra 12:1)         | Kyrka med begravningsplats (1 byggnad) | 1200-talet       |          |       | 59.69435, 16.97610 |                | Ladda upp en till bild av denna byggnad |
| Svinnegarns kyrka (Svinnegarn 10:1)        | Kyrka med begravningsplats (1 byggnad) | 1200-talet       |          |       | 59.58811, 17.00109 |                | Ladda upp en till bild av denna byggnad |
| Teda kyrka (Teda 1:1)                      | Kyrka med begravningsplats (1 byggnad) | 1200-talet       |          |       | koordinater saknas |                | Ladda upp en till bild av denna byggnad |
| Tillinge kyrka (Tillinge 3:1)              | Kyrka med begravningsplats (1 byggnad) | 1200-talet       |          |       | 59.63337, 16.98913 |                | Ladda upp en till bild av denna byggnad |
| Torstuna kyrka (Torstuna 18:1)             | Kyrka med begravningsplats (1 byggnad) | 1790-talet       |          |       | 59.76705, 17.08347 |                | Ladda upp en till bild av denna byggnad |
| Torsvi kyrka (Torsvi 1:5)                  | Kyrka med begravningsplats (1 byggnad) | 1400-talet       |          |       | 59.48851, 17.32278 |                | Ladda upp en till bild av denna byggnad |
| Vallby kyrka (Vallby 9:1)                  | Kyrka med begravningsplats (1 byggnad) | 1100-talet       |          |       | 59.55493, 17.14027 |                | Ladda upp en till bild av denna byggnad |
| Veckholms kyrka (Veckholm 4:1)             | Kyrka med begravningsplats (1 byggnad) | 1200-talets slut |          |       | 59.52139, 17.32348 |                | Ladda upp en till bild av denna byggnad |
| Villberga kyrka (Villberga 3:1)            | Kyrka med begravningsplats (1 byggnad) | 1200-talet       |          |       | 59.61240, 17.27780 |                | Ladda upp en till bild av denna byggnad |
| Vårfrukyrkan (Sankt Ilian 10:73)           | Kyrka med begravningsplats (1 byggnad) | 1100-talet       |          |       | 59.63875, 17.08239 |                | Ladda upp en till bild av denna byggnad |
| Österunda kyrka (Österunda 2:1)            | Kyrka med begravningsplats (1 byggnad) | 1200-1300-talet  |          |       | 59.81395, 17.11163 |                | Ladda upp en till bild av denna byggnad |

## Heby kommun
| Namn                                      | Ursprunglig funktion                   | Byggår     | Arkitekt | Plats | Läge               | Anläggnings-ID | Bild                                    |
| ----------------------------------------- | -------------------------------------- | ---------- | -------- | ----- | ------------------ | -------------- | --------------------------------------- |
| Aspnäs gårdskyrka (Aspnäs 1:41)           | Kyrka (1 byggnad)                      | 1300-talet |          |       | 60.18209, 17.31924 |                | Ladda upp en till bild av denna byggnad |
| Enåkers kyrka (Enåkers klockargård 1:2)   | Kyrka med begravningsplats (1 byggnad) | 1300 (ca)  |          |       | 60.03510, 16.79985 |                | Ladda upp en till bild av denna byggnad |
| Harbo kyrka (Harbo prästgård 1:6)         | Kyrka med begravningsplats (1 byggnad) | 1400-talet |          |       | 60.10481, 17.21441 |                | Ladda upp en till bild av denna byggnad |
| Huddunge kyrka (Huddungeby 11:1)          | Kyrka med begravningsplats (1 byggnad) | 1807       |          |       | 60.04891, 16.98047 |                | Ladda upp en till bild av denna byggnad |
| Nora kyrka (Nora prästgård 4:1)           | Kyrka med begravningsplats (1 byggnad) | 1780-talet |          |       | 60.15376, 16.91985 |                | Ladda upp en till bild av denna byggnad |
| Vittinge kyrka (VITTINGE PRÄSTGÅRD 2:1)   | Kyrka med begravningsplats (1 byggnad) | 1308       |          |       | 59.88849, 17.00048 |                | Ladda upp en till bild av denna byggnad |
| Västerlövsta kyrka (Kyrkan 1)             | Kyrka med begravningsplats (1 byggnad) | 1400-talet |          |       | 59.93904, 16.85643 |                | Ladda upp en till bild av denna byggnad |
| Östervåla kyrka (Östervåla prästgård 1:1) | Kyrka med begravningsplats (1 byggnad) | 1300       |          |       | 60.17871, 17.17813 |                | Ladda upp en till bild av denna byggnad |

## Håbo kommun
| Namn                               | Ursprunglig funktion                   | Byggår     | Arkitekt | Plats | Läge               | Anläggnings-ID | Bild                                    |
| ---------------------------------- | -------------------------------------- | ---------- | -------- | ----- | ------------------ | -------------- | --------------------------------------- |
| Häggeby kyrka (Häggeby 3:1)        | Kyrka med begravningsplats (1 byggnad) | 1200       |          |       | 59.65831, 17.54730 |                | Ladda upp en till bild av denna byggnad |
| Kalmar kyrka (Kalmar 2:1)          | Kyrka med begravningsplats (1 byggnad) | 1100-talet |          |       | 59.54093, 17.52296 |                | Ladda upp en till bild av denna byggnad |
| Skoklosters kyrka (Skokloster 3:1) | Kyrka med begravningsplats (1 byggnad) | 1280-talet |          |       | 59.70462, 17.62386 |                | Ladda upp en till bild av denna byggnad |
| Yttergrans kyrka (Yttergran 4:1)   | Kyrka med begravningsplats (1 byggnad) | 1100-talet |          |       | 59.60146, 17.50587 |                | Ladda upp en till bild av denna byggnad |
| Övergrans kyrka (Övergran 6:15)    | Kyrka med begravningsplats (1 byggnad) | 1100-talet |          |       | 59.63063, 17.48577 |                | Ladda upp en till bild av denna byggnad |

## Knivsta kommun
| Namn                                           | Ursprunglig funktion                             | Byggår     | Arkitekt | Plats | Läge               | Anläggnings-ID | Bild                                    |
| ---------------------------------------------- | ------------------------------------------------ | ---------- | -------- | ----- | ------------------ | -------------- | --------------------------------------- |
| Alsike kyrka (Alsike 5:1)                      | Kyrka med begravningsplats (1 byggnad)           | 1200-talet |          |       | 59.73275, 17.68386 |                | Ladda upp en till bild av denna byggnad |
| Husby-Långhundra kyrka (Husby-Långhundra 10:1) | Kyrka med begravningsplats (1 byggnad)           | 1100-talet |          |       | 59.75068, 18.01754 |                | Ladda upp en till bild av denna byggnad |
| Knivsta gamla kyrka (Knivsta 19:1)             | Kyrka med begravningsplats (1 byggnad)           | 1300-talet |          |       | 59.71120, 17.79853 |                | Ladda upp en till bild av denna byggnad |
| Lagga kyrka (Lagga 3:1)                        | Kyrka med begravningsplats (1 byggnad)           | 1300       |          |       | 59.79688, 17.84005 |                | Ladda upp en till bild av denna byggnad |
| Sankta Birgittakyrkan (Särsta 58:1)            | Kyrka sammanbyggd med församlingshem (1 byggnad) | 1992       |          |       | 59.72544, 17.79300 |                | Ladda upp en till bild av denna byggnad |
| Sankta Maria kapell, Alsike (Vrå 1:320)        | Bostadshus, Flerbostadshus med lokaler, Kapell   | 2009       |          |       | koordinater saknas |                | Ladda upp en till bild av denna byggnad |
| Vassunda kyrka (Vassunda 2:1)                  | Kyrka med begravningsplats (1 byggnad)           | 1200-talet |          |       | 59.70477, 17.72939 |                | Ladda upp en till bild av denna byggnad |
| Östuna kyrka (Östuna 11:1)                     | Kyrka med begravningsplats (1 byggnad)           | 1400-talet |          |       | 59.76371, 17.87913 |                | Ladda upp en till bild av denna byggnad |

## Tierps kommun
| Namn                                | Ursprunglig funktion                                    | Byggår     | Arkitekt | Plats | Läge               | Anläggnings-ID | Bild                                    |
| ----------------------------------- | ------------------------------------------------------- | ---------- | -------- | ----- | ------------------ | -------------- | --------------------------------------- |
| Hållnäs kyrka (Hållnäs 2:1)         | Kyrka med begravningsplats (1 byggnad)                  | 1200-talet |          |       | 60.53509, 17.88232 |                | Ladda upp en till bild av denna byggnad |
| Söderfors kyrka (JÖRSÖN 1:197)      | Kyrka med begravningsplats (1 byggnad)                  | 1792       |          |       | 60.38510, 17.23183 |                | Ladda upp en till bild av denna byggnad |
| Karlholms kyrka (Karlholm 1:46)     | Kyrka utan kyrkotomt eller begravningsplats (1 byggnad) | 1737       |          |       | 60.52063, 17.64137 |                | Ladda upp en till bild av denna byggnad |
| Lövstabruks kyrka (Skärsättra 2:3)  | Kyrka utan kyrkotomt eller begravningsplats (1 byggnad) | 1727       |          |       | 60.40829, 17.87879 |                | Ladda upp en till bild av denna byggnad |
| Nathanaelskyrkan (Tierp 1:2)        | Kyrka med begravningsplats (1 byggnad)                  | 1934       |          |       | 60.33797, 17.51050 |                | Ladda upp en till bild av denna byggnad |
| Tegelsmora kyrka (Tegelsmora 1:1)   | Kyrka med begravningsplats (1 byggnad)                  | 1400-talet |          |       | 60.25859, 17.71542 |                | Ladda upp en till bild av denna byggnad |
| Tierps kyrka (Tierps kyrkby 5:1)    | Kyrka med begravningsplats (1 byggnad)                  | 1300-talet |          |       | 60.29892, 17.46982 |                | Ladda upp en till bild av denna byggnad |
| Tolfta kyrka (Tolfta 1:1)           | Kyrka med begravningsplats (1 byggnad)                  | 1300-talet |          |       | 60.37502, 17.54951 |                | Ladda upp en till bild av denna byggnad |
| Vendels kyrka (Vendel 3:1)          | Kyrka med begravningsplats (1 byggnad)                  | 1200-talet |          |       | 60.16358, 17.60100 |                | Ladda upp en till bild av denna byggnad |
| Västlands kyrka (Västland 3:30)     | Kyrka med begravningsplats (1 byggnad)                  | 1862       |          |       | 60.44650, 17.61354 |                | Ladda upp en till bild av denna byggnad |
| Örbyhus kyrka (Libbarbo 2:11)       | Kyrka                                                   | 1988       |          |       | koordinater saknas |                | Ladda upp en till bild av denna byggnad |
| Österlövsta kyrka (Österlövsta 3:1) | Kyrka med begravningsplats (1 byggnad)                  | 1451       |          |       | 60.43649, 17.77843 |                | Ladda upp en till bild av denna byggnad |

## Uppsala kommun
| Namn                                                                          | Ursprunglig funktion                             | Byggår                 | Arkitekt | Plats | Läge               | Anläggnings-ID | Bild                                    |
| ----------------------------------------------------------------------------- | ------------------------------------------------ | ---------------------- | -------- | ----- | ------------------ | -------------- | --------------------------------------- |
| Almtunakyrkan (Fålhagen 36:1)                                                 | Kyrka sammanbyggd med församlingshem (1 byggnad) | 1959                   |          |       | 59.86047, 17.65648 |                | Ladda upp en till bild av denna byggnad |
| Almunge kyrka (Almunge 3:1)                                                   | Kyrka med begravningsplats (1 byggnad)           | 1250-1350              |          |       | 59.86666, 18.06851 |                | Ladda upp en till bild av denna byggnad |
| Balingsta kyrka (Balingsta prästgård 2:1)                                     | Kyrka med begravningsplats (1 byggnad)           | 1100-talet             |          |       | 59.76391, 17.42529 |                | Ladda upp en till bild av denna byggnad |
| Berthåga kapellkrematorium (Berthåga 11:12)                                   | Krematorium (1 byggnad)                          | 1965                   |          |       | 59.85954, 17.57649 |                | Ladda upp en till bild av denna byggnad |
| Björklinge kyrka (Björklinge 1:1)                                             | Kyrka med begravningsplats (1 byggnad)           | 1300-talet             |          |       | 60.02698, 17.55253 |                | Ladda upp en till bild av denna byggnad |
| Bladåkers kyrka (Bladåker 7:1)                                                | Kyrka med begravningsplats (1 byggnad)           | 1400-talet             |          |       | 60.00019, 18.25751 |                | Ladda upp en till bild av denna byggnad |
| Ebenesers kapell (Piparrönningen 1:4, Trysta 1:3)                             | Kapell                                           | 1914                   |          |       | koordinater saknas |                | Ladda upp en bild av denna byggnad      |
| Helga Trefaldighets kyrka (Trefaldighetskyrkan), Bondkyrkan (Fjärdingen 24:6) | Kyrka med kyrkotomt (1 byggnad)                  | 1300-talet             |          |       | 59.85689, 17.63269 |                | Ladda upp en till bild av denna byggnad |
| Bälinge kyrka (Bälinge 2:1)                                                   | Kyrka med begravningsplats (1 byggnad)           | 1200-talet             |          |       | 59.94607, 17.52954 |                | Ladda upp en till bild av denna byggnad |
| Börje kyrka (Börje 2:1)                                                       | Kyrka med begravningsplats (1 byggnad)           | 1300-talet             |          |       | 59.88325, 17.50074 |                | Ladda upp en till bild av denna byggnad |
| Dalby kyrka (Dalby 18:1)                                                      | Kyrka med begravningsplats (1 byggnad)           | 1200-talet             |          |       | 59.75984, 17.57314 |                | Ladda upp en till bild av denna byggnad |
| Danmarks kyrka (Danmark 12:1)                                                 | Kyrka med begravningsplats (1 byggnad)           | 1300-talet             |          |       | 59.83294, 17.74495 |                | Ladda upp en till bild av denna byggnad |
| Eriksbergskyrkan (Eriksberg 9:18)                                             | Kyrka sammanbyggd med församlingshem (1 byggnad) | 1960                   |          |       | 59.84595, 17.61639 |                | Ladda upp en till bild av denna byggnad |
| Faringe kyrka (Faringe 4:1)                                                   | Kyrka med begravningsplats (1 byggnad)           | 1500                   |          |       | 59.98146, 18.17008 |                | Ladda upp en till bild av denna byggnad |
| Funbo kyrka (Funbo 3:1)                                                       | Kyrka med begravningsplats (1 byggnad)           | 1100- eller 1200-talet |          |       | 59.85595, 17.85548 |                | Ladda upp en till bild av denna byggnad |
| Gamla Uppsala kyrka (Gamla Uppsala 74:2)                                      | Kyrka med begravningsplats (1 byggnad)           | 1100-1400-talet        |          |       | 59.89951, 17.63188 |                | Ladda upp en till bild av denna byggnad |
| Gottsunda kyrka (Gottsunda 34:4)                                              | Kyrka sammanbyggd med församlingshem (1 byggnad) | 1980                   |          |       | 59.80931, 17.62811 |                | Ladda upp en till bild av denna byggnad |
| Hagby kyrka (Hagby 11:1)                                                      | Kyrka med begravningsplats (1 byggnad)           | 1840                   |          |       | 59.80160, 17.37640 |                | Ladda upp en till bild av denna byggnad |
| Jumkils kyrka (Jumkil 3:1)                                                    | Kyrka med begravningsplats (1 byggnad)           | 1300-talet             |          |       | koordinater saknas |                | Ladda upp en till bild av denna byggnad |
| Järlåsa kyrka (Järlåsa 2:1)                                                   | Kyrka med begravningsplats (1 byggnad)           | 1688                   |          |       | 59.90917, 17.21288 |                | Ladda upp en till bild av denna byggnad |
| Knutby kyrka (Knutby 3:1)                                                     | Kyrka med begravningsplats (1 byggnad)           | 1200-talet             |          |       | 59.90891, 18.26936 |                | Ladda upp en till bild av denna byggnad |
| Lena kyrka (Lena 2:1)                                                         | Kyrka med begravningsplats (1 byggnad)           | 1300-talet             |          |       | 60.01186, 17.72182 |                | Ladda upp en till bild av denna byggnad |
| Läby kyrka (Läby 1:1)                                                         | Kyrka med begravningsplats (1 byggnad)           | 1200-talet             |          |       | 59.84860, 17.52340 |                | Ladda upp en till bild av denna byggnad |
| Oxsätra kapell (Oxsätra 3:4)                                                  | Frikyrka (1 byggnad)                             | 1939                   |          |       | 59.99725, 17.36224 |                | Ladda upp en bild av denna byggnad      |
| Ramsta kyrka (Ramsta 1:1)                                                     | Kyrka med begravningsplats (1 byggnad)           | 1926                   |          |       | 59.79446, 17.43936 |                | Ladda upp en till bild av denna byggnad |
| Rasbo kyrka (Rasbo 2:1)                                                       | Kyrka med begravningsplats (1 byggnad)           | 1200-talet             |          |       | 59.94948, 17.87954 |                | Ladda upp en till bild av denna byggnad |
| Rasbokils kyrka (Rasbokil 2:1)                                                | Kyrka med begravningsplats (1 byggnad)           | 1400-talet             |          |       | 59.99282, 17.86047 |                | Ladda upp en till bild av denna byggnad |
| Salabackekyrkan (Sala backe 9:2)                                              | Kyrka sammanbyggd med församlingshem (1 byggnad) | 1958                   |          |       | 59.86898, 17.66796 |                | Ladda upp en till bild av denna byggnad |
| S:t Pers kyrka (Kvarngärdet 31:2)                                             | Kyrka                                            | 1987                   |          |       | koordinater saknas |                | Ladda upp en till bild av denna byggnad |
| S:t Maria kyrka (Berthåga 32:2)                                               | Kyrka                                            | 1993                   |          |       | koordinater saknas |                | Ladda upp en till bild av denna byggnad |
| Skogs-Tibble kyrka (Skogstibble 6:1)                                          | Kyrka med begravningsplats (1 byggnad)           | 1100-talet             |          |       | 59.82982, 17.31683 |                | Ladda upp en till bild av denna byggnad |
| Skuttunge kyrka (Skuttunge 11:1)                                              | Kyrka med begravningsplats (1 byggnad)           | 1300-talet             |          |       | 59.99852, 17.51476 |                | Ladda upp en till bild av denna byggnad |
| Stavby kyrka (Stavby 12:1)                                                    | Kyrka med begravningsplats (1 byggnad)           | 1200-talet             |          |       | 60.01019, 17.96658 |                | Ladda upp en till bild av denna byggnad |
| Storvreta kapell (Storvreta 47:438)                                           | Kapell (1 byggnad)                               | 1979                   |          |       | 59.96240, 17.69940 |                | Ladda upp en till bild av denna byggnad |
| Sunnersta kyrka (Sunnersta 154:1)                                             | Kyrka sammanbyggd med församlingshem (1 byggnad) | 1968                   |          |       | 59.79815, 17.65621 |                | Ladda upp en till bild av denna byggnad |
| Sävja kyrka (Sävja 1:79)                                                      | Kyrka                                            | 1984                   |          |       | koordinater saknas |                | Ladda upp en till bild av denna byggnad |
| Tensta kyrka (Tensta 2:1)                                                     | Kyrka med begravningsplats (1 byggnad)           | 1200-talet             |          |       | koordinater saknas |                | Ladda upp en till bild av denna byggnad |
| Tuna kyrka (Tuna 10:1)                                                        | Kyrka med begravningsplats (1 byggnad)           | 1200-talet             |          |       | 60.01984, 18.06467 |                | Ladda upp en till bild av denna byggnad |
| Uppsala domkyrka (Fjärdingen 22:1)                                            | Kyrka med kyrkotomt (1 byggnad)                  | 1435                   |          |       | 59.85813, 17.63362 |                | Ladda upp en till bild av denna byggnad |
| Uppsala-Näs kyrka (Uppsala-Näs 2:1)                                           | Kyrka med begravningsplats (1 byggnad)           | 1400-talet             |          |       | 59.78766, 17.59469 |                | Ladda upp en till bild av denna byggnad |
| Uppsala gamla kyrkogård (1:72)                                                | Begravningsplats                                 | 1700-talet             |          |       | koordinater saknas |                | Ladda upp en till bild av denna byggnad |
| Vaksala kyrka (Vaksala 2:1)                                                   | Kyrka med begravningsplats (1 byggnad)           | 1100-talet             |          |       | 59.87601, 17.68638 |                | Ladda upp en till bild av denna byggnad |
| Viksta kyrka (Viksta 12:2)                                                    | Kyrka med begravningsplats (1 byggnad)           | 1200-talet             |          |       | 60.07713, 17.64074 |                | Ladda upp en till bild av denna byggnad |
| Vindhemskyrkan (Sankta Birgitta kyrka) (Luthagen 46:1)                        | Kyrka sammanbyggd med församlingshem (1 byggnad) | 1903                   |          |       | 59.86282, 17.61908 |                | Ladda upp en till bild av denna byggnad |
| Vänge kyrka (Vänge 5:1)                                                       | Kyrka med begravningsplats (1 byggnad)           | 1200                   |          |       | 59.85612, 17.43525 |                | Ladda upp en till bild av denna byggnad |
| Västeråkers kyrka (Västeråker 4:1)                                            | Kyrka med begravningsplats (1 byggnad)           | 1331                   |          |       | 59.75346, 17.51300 |                | Ladda upp en till bild av denna byggnad |
| Årstakyrkan (Årsta 28:3)                                                      | Kyrka                                            | 1974                   |          |       | koordinater saknas |                | Ladda upp en till bild av denna byggnad |
| Ärentuna kyrka (Ärentuna 3:1)                                                 | Kyrka med begravningsplats (1 byggnad)           | 1300-talet             |          |       | 59.95550, 17.60602 |                | Ladda upp en till bild av denna byggnad |
| Åkerby kyrka (Åkerby 11:1)                                                    | Kyrka med begravningsplats (1 byggnad)           | 1200- eller 1300-talet |          |       | 59.92364, 17.49635 |                | Ladda upp en till bild av denna byggnad |
| Ålands kyrka (Åland 1:1)                                                      | Kyrka med begravningsplats (1 byggnad)           | 1200-talet             |          |       | 59.87700, 17.28482 |                | Ladda upp en till bild av denna byggnad |

## Älvkarleby kommun
| Namn                                           | Ursprunglig funktion                   | Byggår | Arkitekt | Plats | Läge               | Anläggnings-ID | Bild                                    |
| ---------------------------------------------- | -------------------------------------- | ------ | -------- | ----- | ------------------ | -------------- | --------------------------------------- |
| Marma kyrka (Marma 60:1)                       | Kyrka med begravningsplats             | 1927   |          |       | koordinater saknas |                | Ladda upp en till bild av denna byggnad |
| Skutskärs kyrka (Johanneskyrkan) (Medora 14:1) | Kyrka med begravningsplats (1 byggnad) | 1906   |          |       | 60.63325, 17.41452 |                | Ladda upp en till bild av denna byggnad |
| Älvkarleby kyrka (Östanå 32:1)                 | Kyrka med begravningsplats (1 byggnad) | 1490   |          |       | 60.57317, 17.45484 |                | Ladda upp en till bild av denna byggnad |

## Östhammars kommun
| Namn                                  | Ursprunglig funktion                   | Byggår                 | Arkitekt | Plats | Läge               | Anläggnings-ID            | Bild                                    |
| ------------------------------------- | -------------------------------------- | ---------------------- | -------- | ----- | ------------------ | ------------------------- | --------------------------------------- |
| Alunda kyrka (Alunda 2:1)             | Kyrka med begravningsplats (1 byggnad) | 1200-talet             |          |       | 60.06006, 18.06838 |                           | Ladda upp en till bild av denna byggnad |
| Börstils kyrka (Börstil 13:1)         | Kyrka med begravningsplats (1 byggnad) | 1300-talet             |          |       | 60.24415, 18.34408 |                           | Ladda upp en till bild av denna byggnad |
| Dannemora kyrka (Dannemora 4:1)       | Kyrka med begravningsplats (1 byggnad) | 1400-talet             |          |       | 60.18409, 17.81407 |                           | Ladda upp en till bild av denna byggnad |
| Ekeby kyrka (Ekeby 6:1)               | Kyrka med begravningsplats (1 byggnad) | 1200-talet             |          |       | 60.08528, 18.22373 |                           | Ladda upp en till bild av denna byggnad |
| Films kyrka (Film 8:1)                | Kyrka med begravningsplats (1 byggnad) | 1400-talet             |          |       | 60.22916, 17.89606 |                           | Ladda upp en till bild av denna byggnad |
| Forsmarks kyrka (Forsmark 3:14)       | Kyrka med begravningsplats (1 byggnad) | 1800                   |          |       | 60.37214, 18.15988 |                           | Ladda upp en till bild av denna byggnad |
| Gräsö kyrka (GRÄSÖ 1:152)             | Kyrka med begravningsplats (1 byggnad) | 1697                   |          |       | 60.34771, 18.46342 |                           | Ladda upp en till bild av denna byggnad |
| Hargs kyrka (Harg 13:1)               | Kyrka med begravningsplats (1 byggnad) | 1200-talet?            |          |       | 60.18732, 18.39169 |                           | Ladda upp en till bild av denna byggnad |
| Hökhuvuds kyrka (Hökhuvud 3:1)        | Kyrka med begravningsplats (1 byggnad) | 1400-talet             |          |       | 60.21623, 18.20725 |                           | Ladda upp en till bild av denna byggnad |
| Morkarla kyrka (Morkarla 1:1)         | Kyrka med begravningsplats (1 byggnad) | 1200- eller 1300-talet |          |       | 60.14021, 17.95191 |                           | Ladda upp en till bild av denna byggnad |
| Skäfthammars kyrka (Skäfthammar 11:1) | Kyrka med begravningsplats (1 byggnad) | 1400-talet             |          |       | 60.17239, 18.19479 |                           | Ladda upp en till bild av denna byggnad |
| Valö kyrka (Valö 2:1)                 | Kyrka med begravningsplats (1 byggnad) | 1400-talet             |          |       | 60.29060, 18.11916 |                           | Ladda upp en till bild av denna byggnad |
| Öregrunds kyrka (Öregrund 7:163)      | Kyrka med begravningsplats (1 byggnad) | 1491                   |          |       | 60.33982, 18.43932 |                           | Ladda upp en till bild av denna byggnad |
| Österbybruks kyrka                    |                                        | 1735                   |          |       | koordinater saknas | Sök i Bebyggelseregistret | Ladda upp en till bild av denna byggnad |
| Östhammars kyrka                      |                                        | 1675                   |          |       | koordinater saknas | Sök i Bebyggelseregistret | Ladda upp en till bild av denna byggnad |

|}